# إقليم الفحص أنجرة
فحص أنجرة أو الفحص أنجرة هو أحد أقاليم المملكة المغربية، بجهة طنجة تطوان الحسيمة ويحمل صفة إقليم.
| الجماعة            | عدد السكان (2004) | المساحة (كلم) |
| ------------------ | ----------------- | ------------- |
| جماعة أنجرة        | 15.035            | 100           |
| جماعة الجوامعة     | 7.173             | 84            |
| جماعة تغرامت       | 13.362            | 158           |
| جماعة قصر المجاز   | 8.949             | 86            |
| جماعة القصر الصغير | 10.995            | 73            |
| جماعة ملوسة        | 20.541            | 110           |
| جماعة البحراويين   | 10.501            | 60            |
| جماعة العوامة      | 20.541            | 66            |